# بينيتا غاليينا
بينيتا غاليينا (بالإسبانية: Benita Galeana)‏‏ (10 سبتمبر 1903 - 17 أبريل 1995) هي كاتبة ونسوية وناشطة حقوق مكسيكية. عُرفت بدفاعها عن حقوق العمال وحقوق المرأة، وكمناضلة للدفاع عن العدالة الاجتماعية في المكسيك خلال منتصف القرن العشرين.

## حياتها
كانت غاليينا عضوة في الحزب الشيوعي المكسيكي بدأً من عام 1927 وعضوة في الحزب الاشتراكي الموحد في المكسيك بعد حلّ الحزب الشيوعي السابق. شاركت غاليينا في نشاطات سياسية واسعة طوّرت مفهوم ثمان ساعات في اليوم في المكسيك. تضمّن هذا العمل وضع نظام قانوني وضمان اجتماعي. كانت غاليينا من المحرضين على النقابات التجارية وإضرابات منبثقة من مختلف القطاعات.
كانت غاليينا رائدة في الحركة النسوية المكسيكية وحاربت من أجل حق المرأة في التصويت ودور الحضانة والحق في الإجهاض والحق في الحصول على إجازة أمومة. قامت غاليينا بهذا مع كل من تينا مودوتي وفريدا كاهلو وأدلينا زينديخاس وغيرهن من المهتمات بالشأن النسوي. أسست هذه المجموعة من الأمهات والمثقفات منظمات مختلفة في بلدانهن. كونها إحدى سيدات الجبهة المتحدة لحقوق المرأة، تحوّل عمل غاليينا إلى نضال من أجل المساواة في حقوق المرأة السياسية.

## وصلات خارجية
- Biography from Busca Biografias